# 1357
Cette page concerne l'année 1357  du calendrier julien. Pour l'année 1357 av. J.-C., voir 1357 av. J.-C.
L'année 1357 est une année commune qui commence un dimanche.

## Événements
- Août-septembre : prise de Tunis par le roi Marocain Abu Inan Faris[1].

- L'émir de Transoxiane Kazgan, au faîte de son pouvoir, est assassiné par ses adversaires à l’issue de dissensions féodales. Son fils, l’impuissant Mirzâ Abdallâh, connaîtra le même sort l’année suivante. La Transoxiane sombre dans l’anarchie[2].

### Europe
- Retour de la peste[3].

- 5 février : réunion à Paris des états généraux par le dauphin (futur Charles V de France)[4].
- 3 mars : à Paris, le prévôt des marchands Étienne Marcel, grand drapier parisien, impose au dauphin la grande ordonnance de 1357 qui prévoit un contrôle des subsides par les états, un conseil adjoint au dauphin et le renvoi des conseillers de Jean le Bon. Étienne Marcel obtient le soutien des Parisiens, hostiles à l’aristocratie militaire, aux officiers royaux et aux impôts[5].
- 23 mars : trêve de Bordeaux, la quatrième depuis le début de la guerre de Cent Ans. Après la bataille de Poitiers, où il a été fait prisonnier, Jean II le Bon signe une trêve de deux ans avec le Prince Noir, avant d'être envoyé en Angleterre, où il demeurera en captivité pendant trois ans[6].
- 29 avril - 1er mai : le parlement de Fano approuve les Constitutions égidiennes[7]. Après la mort de Cola di Rienzo (1354), son compagnon de mission le cardinal Gil Albornoz réussit à récupérer Bologne aux mains des Visconti et à organiser les bases des États pontificaux en établissant les Constitutions égidiennes, qui divisent le territoire des États dépendants du pape en sept provinces (Rome et ses environs, au sud la Campagna et la Marittima, le Patrimoine de Saint-Pierre en Tuscie et la Sabine, le duché de Spolète et la marche d’Ancône), chacune contrôlée par un gouverneur.
- 28 mai : début du règne de Pierre Ier, le Justicier, ou le Cruel (1320-1367), roi de Portugal[8]. Il torture et fait périr les meurtriers d’Inès de Castro, Pedro Coelho et Alvaro Gonçalves, conseillers de son père (1360). Il élève à la mémoire d’Inès un tombeau à Alcobaça, chef-d’œuvre de l’art médiéval portugais. Il luttera durant son règne contre la féodalité ecclésiastique et la corruption du haut clergé.
  - Le séfarade Mossé « Navarro », réfugié au Portugal après avoir échappé à une tuerie en Navarre en 1328, devient trésorier et conseiller du roi Pedro[9].
- 29 mai : bataille de Catane[10]. Victoire navale sicilienne de Artal de Alagón sur la flotte du roi de Naples.
- 20 juin : bataille d'Acireale[11]. Les forces napolitaines de Louis de Tarente, conduites par le sénéchal Niccolò Acciaiuoli, doivent lever le siège de Catane. Elles subissent des pertes considérable dans la retraite[12]. La noblesse sicilienne se rallie à Frédéric III de Sicile et Messine est reprise avant 1359.
- 5 juillet : échec du siège de Rennes mené par le duc de Lancastre, pendant la guerre de Succession de Bretagne. Bertrand Du Guesclin participe à la défense de la ville[13].
- 9 novembre : le roi de Navarre Charles II détenu au Château d'Arleux depuis le 5 avril 1356 est libéré par un coup de main du parti Navarrais ; il entre en triomphateur à Paris le 29 novembre et obtient du dauphin, terrorisé par les hommes de mains d'Étienne Marcel, le pardon global, la restitution de tous ses biens et une indemnité pour le préjudice subi[14].
- 23 décembre : Louis Ier de Hongrie prend Zara à Venise[15].

- Assassinat de Djanibeg. Début du règne de Berdibeg, khan de la Horde d'or (fin en 1359). Sous Berdibeg et ses successeurs, l’empire de la Horde d’Or se disloque. Un seigneur féodal, Mamaï, détient le pouvoir effectif[2].

- Le konungsbalk (« code royal ») promulgué par Magnus Eriksson[16] précise que les actes officiels de la ville de Stockholm doivent être rédigés en suédois. Les bourgmestres, au nombre de six, sont pour moitié suédois et allemands, tout comme les trente conseillers.
- Dix-sept compagnies florentines créent l’Escarcelle des marchands florentins (Scarsella dei Mercanti Fiorentini) qui envoie chaque semaine un courrier de Florence à Avignon par Gênes et un autre d’Avignon à Florence en sens inverse[17].
- Le suaire de Turin (Saint-Suaire) est mentionné pour la première fois en 1357[18].